# 金信錫
金 信錫（キム・シンソク、김신석、1896年9月26日 - 1948年9月12日）は、日本統治時代の朝鮮の実業家、政治家。朝鮮総督府中枢院参議を務めた。

## 生涯
1896年9月26日に、慶尚南道山清郡に生まれた。釜山の公立商業学校（後の開成高等学校の前身）を卒業して、朝鮮銀行に勤務し、会計業務に優れた能力を見せ、金融界で名声を得た。
大富豪で金融人であった玄俊鎬は、朝鮮銀行に勤めていた金信錫を抜擢し、自身が運営していた湖南銀行に呼んだ。金信錫は、湖南銀行の木浦支店長を経て、専務を引き受けた。1935年に朝鮮総督府が編纂した『朝鮮功労者銘鑑（조선공로자명감）』に、朝鮮人功労者353人のうちの1人として収録された。
1936年、朝鮮総督府中枢院参議に任命された。玄俊鎬は1931年から中枢院参議職に就いており、金信錫はこれに続いて、2人とも光復の時点に至るまで、中枢院参議を連任した。親日反民族行為者報告書によると、300人余りの使用人を所有していたと記録されている。日本統治時代末期には、太平洋戦争支援をおこない、大和同盟に加担していた。

## 家系
娘である金允楠は、洪璡基と結婚し、洪羅喜や洪錫炫らを産んだので、彼らにとって金信錫は外祖父になる。洪羅喜はサムスングループを創業した李秉喆の三男で、サムスンの後継者になった李健熙と結婚し、玄俊鎬の孫娘である玄貞恩は現代グループの鄭夢憲の配偶者となり、大韓民国の代表的な財閥グループであるサムスンと現代は、金信錫、玄俊鎬の日本統治時代以来の縁で繋がっている。

## 親日派名簿
2002年に発表された親日派708人名簿では中枢院部門、2008年に公開された民族問題研究所の親日人名辞典収録予定者名簿では中枢院、経済、親日団体部門に選定された。民族問題研究所の名簿には娘婿の洪璡基も入っている。2009年に、親日反民族行為真相糾明委員会が発表した親日反民族行為705人名簿にも含まれた。

## 参考資料
- 조용헌. “[조용헌 살롱] 현준호와 김신석”. 조선일보. 2017년 11월 19일에 원본 문서에서 보존된 문서. 2007년 12월 15일에 확인함.